# Jakub Petr
Jakub Petr (Olomouc, 10 aprile 1990) è un calciatore ceco, attaccante dell'Hirschwang.

## Palmarès

### Club

#### Competizioni nazionali
- Pohár ČMFS: 1

Sigma Olomouc: 2011-2012